# Joseph Kessel
Pour les articles homonymes, voir Kessel.
Joseph Kessel, parfois dit « Jef », né le 10 février 1898 à Villa Clara (Entre Ríos, Argentine) et mort le 23 juillet 1979 à Avernes (Val-d'Oise), est un romancier, grand reporter, aventurier, résistant et académicien français.
Engagé volontaire en France comme aviateur pendant la Première Guerre mondiale, il tire de cette expérience humaine son premier grand succès littéraire, L'Équipage, publié à 25 ans. Dès lors, son œuvre romanesque se nourrit de l'aventure humaine dans laquelle il s'immerge, à la recherche d'hommes exceptionnels. Après la guerre, il se consacre en parallèle au journalisme et à l'écriture romanesque. Il participe à la création de Gringoire, un hebdomadaire politique et littéraire qui devient l'un des plus importants de l'entre-deux-guerres, et signe des grands reportages à succès pour Paris-Soir que dirige alors Pierre Lazareff. Il publie notamment Belle de jour, qui fait scandale et reste entouré d'une réputation sulfureuse jusqu'à son adaptation cinématographique en 1967 par Luis Bunuel, et Fortune carrée, roman inspiré d'un périple en Mer Rouge lors duquel il rencontre Henry de Monfreid.
Quand éclate la Seconde Guerre mondiale, il est correspondant de guerre, puis rejoint la Résistance et rallie le général de Gaulle à Londres. Il y compose et coécrit avec son neveu Maurice Druon les paroles du Chant des partisans, qui devient l'hymne de la Résistance, et écrit L'Armée des ombres en hommage à ses combattants, puis finit la guerre comme capitaine dans l'aviation. Après la Libération, il retourne aux voyages — dont il tire de grands reportages et la matière de romans, dont celui qui est considéré comme son chef-d'œuvre romanesque, Les Cavaliers, ou encore Le Lion, qui rencontre un immense succès. Il se consacre aussi au devoir de mémoire et d'amitié en écrivant la biographie d'hommes comme le Dr Kersten, dans Les Mains du miracle, ou Jean Mermoz. Il est élu à l'Académie française en 1962.

## Biographie

### Origines familiales

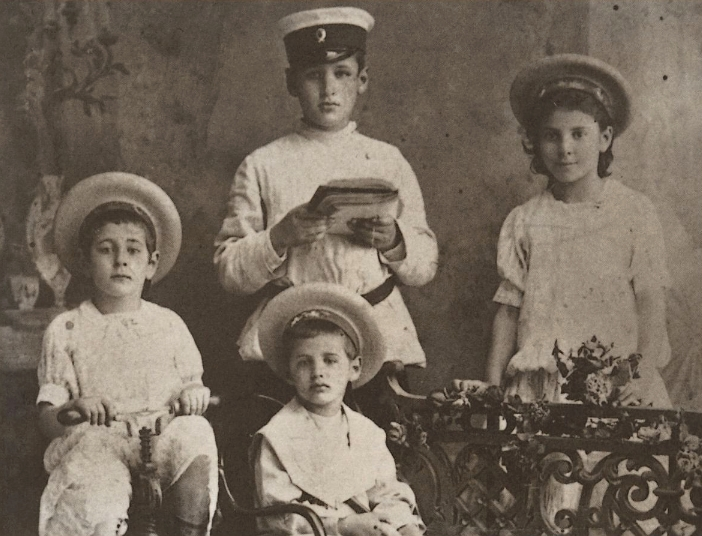
Joseph debout au centre, assis, ses frères Lazare et George (Orenbourg, Russie, 1907-1908).

Joseph Elie Kessel est le fils de Samuel Kessel, médecin juif originaire de Lituanie, à l'époque dans l'Empire russe, et de Raïssa Lesk, issue d'une famille juive de Russie établie à Orenbourg, ville située sur le fleuve Oural.
Il a deux frères cadets, Lazare (1899-1920), père biologique de Maurice Druon (1918-2009) et Georges.

### Une jeunesse entre l'Argentine, la Russie et la France
Samuel Kessel, venu étudier la médecine en France, soutient son doctorat à l'université de Montpellier. C'est là qu'il rencontre Raïssa, elle aussi inscrite en médecine (à partir de 1894), mais qui ne poursuivra pas jusqu'au doctorat, contrairement à son amie Glafira Ziegelmann (1871-1935), elle aussi d'Orenbourg. Samuel et Raïssa se marient à Orenbourg.
Vers 1897, ils embarquent pour l'Argentine où Samuel a obtenu un poste pour une durée de trois ans. C'est dans ce pays que naît leur premier enfant, Joseph.
Les Kessel reviennent ensuite en Russie et s'installent près de la famille Lesk, à Orenbourg, où ils résident de 1905 à 1908.
En 1908, ils reviennent en France et s'installent à Nice (avenue Auber). Joseph fait la plus grande partie de ses études secondaires au lycée de Nice (alors lycée Félix-Faure, aujourd'hui lycée Masséna). En août 1913, ils s'installent près de Paris, à Bourg-la-Reine (4, rue du Chemin-de-Fer) et Joseph devient élève du lycée Louis-le-Grand. Il obtient alors son baccalauréat.

### Première guerre mondiale

#### Premières années de guerre (1914-1916)
La famille Kessel revient à Nice en août 1914, au début de la Première Guerre mondiale, qui commence le 3 août. Pendant quelques mois, Joseph, âgé de 16 ans, est infirmier brancardier à l'hôpital installé à l'hôtel Impérial de Cimiez. L'année suivante, il obtient sa licence de lettres et est engagé au Journal des débats dans le service de politique étrangère.
En 1916, il est admis, ainsi que Lazare, au Conservatoire d'art dramatique. Joseph fait quelques apparitions comme figurant sur la scène du théâtre de l'Odéon.

#### Engagement volontaire et affectation dans l'aviation (1917-1918)
Mais à la fin de l'année 1916, il décide de s'engager volontairement dans l'armée française. Enrôlé dans l’artillerie, il est rapidement affecté dans l’aviation, arme toute nouvelle à cette époque.
Il sert dans l’escadrille S.39, basée à Reims, sous le commandement du capitaine Thélis Vachon. Marqué par le charisme de cet officier à l'enthousiasme contagieux, il lui rendra hommage à travers le personnage du capitaine Gabriel Thélis dans son deuxième roman, L'Équipage, publié en 1923.
Il est promu sous-lieutenant en juillet 1918 après avoir participé aux combats de la deuxième bataille de la Marne au printemps 1918.

#### Mission en Sibérie dans la Russie en guerre civile (1919)
La guerre terminée (11 novembre 1918), il se porte volontaire pour une mission en Russie, où la guerre civile vient de commencer entre les bolcheviks au pouvoir depuis novembre 1917 et leurs adversaires, les "blancs”. La mission est d'apporter un soutien aux armées blanches de Sibérie. Pour cela, il gagne Vladivostok en passant par les États-Unis.

### Débuts dans le journalisme et l'écriture romanesque
En 1920, il est envoyé à Londres par le Journal des débats pour son premier grand reportage. Mais comme il a alors un statut d'apatride, il se fait faire un faux passeport. Cela l'incite à demander l'année suivante la nationalité française qu'il obtient, en faisant intervenir Robert Dreyfus, conseiller haut placé au bureau du sceau, en mars 1922.
Il se marie en 1921 avec Nadia-Alexandra Polizu-Micşuneşti, descendante d'une famille appartenant à la noblesse roumaine du XIXe siècle), surnommée « Sandi », qui meurt en 1928 de tuberculose.
En 1926, il publie un roman intitulé Makhno et sa juive dans lequel il décrit le leader anarchiste ukrainien Nestor Makhno en tyran assoiffé de sang touché par la beauté d'une jeune juive. Il provoque une vive réaction dans les milieux anarchistes et des réponses de Makhno lui-même, qui vit en exil à Paris. La crédibilité du récit de Kessel, qu'il affirme basé sur le témoignage d'un officier blanc, est aujourd'hui considérée comme nulle.

### De l'aventure littéraire à la littérature de l'aventure des hommes
Avec Georges Suarez et Horace de Carbuccia, Joseph Kessel fonde en 1928, à Paris, un hebdomadaire politique et littéraire orienté à droite, Gringoire. Romain Gary, qui deviendra plus tard son ami, y publie deux nouvelles à ses débuts, L'Orage (le 15 février 1935) puis Une petite femme (le 24 mai 1935), sous son véritable nom, Roman Kacew. Joseph Kessel est également avec d'autres écrivains de l'époque et sous la présidence de Marcel Prévost membre du jury du prix Gringoire, fondé par l'hebdomadaire, Mais par la suite, déjà choqué par l'arrivée d'Hitler au pouvoir en Allemagne et les persécutions antijuives qui s'ensuivent, Kessel quitte Gringoire quand le journal commence à adopter une ligne nettement antisémite.
En 1930, le journal Le Matin lui permet d'enquêter sur la traite des esclaves, qui a encore cours entre l'Afrique et l'Arabie. Avec l'appui sur place de Henry de Monfreid, il suit la piste de marchands d'esclaves en Abyssinie puis au Yémen après avoir traversé la mer Rouge. Ce reportage, qui connaît un écho important, est la principale source de son roman Fortune carrée, dans lequel le lecteur suit le trajet inverse de celui de Kessel, en croisant des figures largement inspirées par les rencontres de l'écrivain durant son voyage de 1930.
En 1932, Kessel décide de se mettre au vert. Il séjourne un mois entier à l'hôtel Excelsior à Genève avec sa femme et sa mère. Il écrit en trois semaines le roman Wagon-Lit. Il va à Annemasse, côté français, rendre visite au docteur Alexandre Lapiné, un ami proche de sa famille qui a assisté à sa naissance en Argentine. Il écrit un article dans Le Messager sur le téléphérique du Salève, inauguré deux mois auparavant.
En 1936, il publie La Passante du Sans-Souci, un roman au ton antifasciste.
Il rencontre Catherine Gangardt (1903-1972), d'origine lettone et surnommée « Katia », avec qui il se marie en 1939 mais dont il divorce ensuite.
Joseph Kessel fait ensuite partie de la grande équipe réunie par Pierre Lazareff à Paris-Soir, qui représente l’âge d’or des grands reporters. Il fait pour ce journal de nombreux voyages dont il rapporte des reportages qui font monter le tirage du journal de plusieurs centaines de milliers d'exemplaires, et dont il tire la matière de romans. Il est correspondant de guerre pendant la guerre d'Espagne, puis durant la drôle de guerre.

### Résistant puis aviateur de la France Libre
Après la défaite de la France face à l'Allemagne en mai-juin 1940 Joseph Kessel rejoint la Résistance au sein du réseau Carte, avec son neveu Maurice Druon. C’est avec ce dernier qu’il franchit clandestinement les Pyrénées pour gagner Londres et s’engager dans les Forces aériennes françaises libres du général de Gaulle.
En mai 1943, dans l'enceinte du pub The White Swan, à Coulsdon, dans la banlieue sud de Londres, il compose, toujours avec son neveu Maurice Druon, les paroles françaises du Chant des Partisans qui devient le chant de ralliement de la Résistance, interprété par Germaine Sablon, sa compagne d'alors. La même année, Kessel publie L'Armée des ombres en hommage à ses camarades combattants de la Résistance. Il finit la guerre avec le grade de capitaine d’aviation dans une escadrille qui, la nuit, survole la France pour maintenir les liaisons avec la Résistance et lui transmettre des consignes.
C'est à cette époque qu'il rencontre à Londres Michèle O'Brien, une Irlandaise avec qui il se marie en 1949. Elle sombre par la suite dans une dépendance à l'alcool qui incite Kessel à s'intéresser aux Alcooliques anonymes et à leur méthode d'entraide contre l'alcoolisme, et à publier Avec les Alcooliques Anonymes, en 1960.

### Grand reporter et retour aux voyages

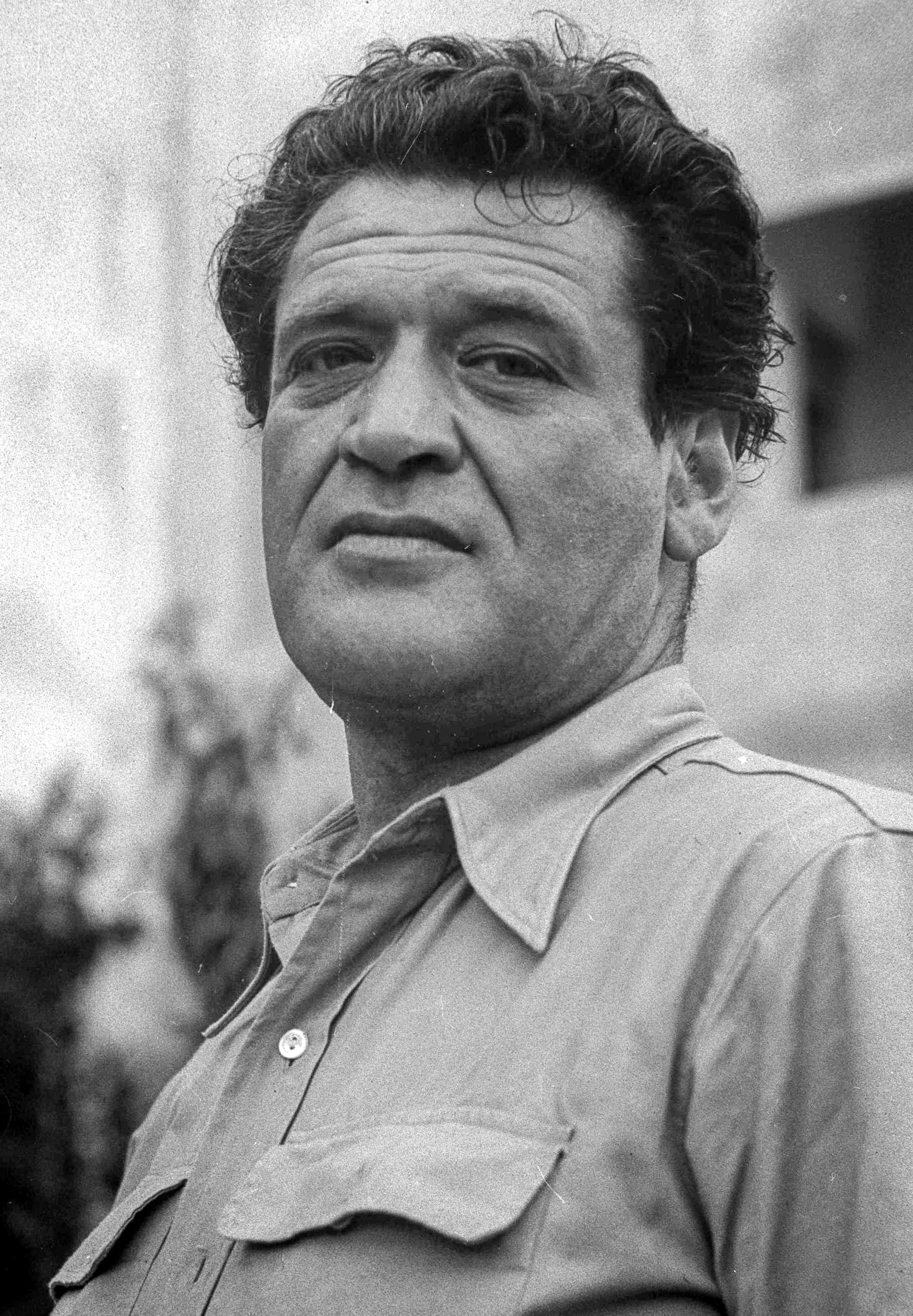
Joseph Kessel photographié par Hans Pinn en 1948.

À la Libération, Joseph Kessel a repris son activité de grand reporter. Il est l'un des journalistes qui assistent au procès du maréchal Pétain en juillet-août 1945, puis au procès de Nuremberg, pour le compte de France-Soir. Il voyage en Palestine et reçoit le premier visa du tout nouvel État d'Israël quand il se pose à Haïfa le 15 mai 1948.
Il continue de voyager, en Afrique, en Birmanie, en Afghanistan. C’est ce dernier pays qui lui inspire son chef-d’œuvre romanesque, Les Cavaliers (1967).
Entre-temps, il a publié Les Amants du Tage, La Vallée des Rubis, Le Lion, Tous n’étaient pas des anges, et a fait revivre, sous le titre Témoin parmi les hommes, les heures marquantes de son existence de journaliste.
En 1950 paraît en quatre volumes Le Tour du malheur. Cette fresque épique, que l'auteur a mis vingt ans à mûrir (voir son avant-propos), contient de nombreux éléments de sa vie personnelle et occupe une place à part dans son œuvre. En s'attachant à des personnages très excessifs, elle dépeint les tourments d'une époque (la Grande Guerre puis l'entre-deux-guerres) et recèle une analyse profonde des relations humaines. On peut lire dans les relations entre le personnage principal et son jeune frère, Daniel, celles qui liaient Joseph Kessel et son petit frère Lazare, qui se suicida en 1920 à l'âge de 21 ans.

### Élection à l'Académie française
Consécration ultime pour ce fils d’immigrés russes juifs, l’Académie française lui ouvre ses portes. Joseph Kessel y est élu le 22 novembre 1962, au fauteuil du duc de La Force, par 14 voix contre 10 au premier tour de scrutin, face à Marcel Brion. Devant l'Académie française, il revendique alors hautement son appartenance au judaïsme, comme il en avait précédemment témoigné dans Terre de feu (1948) publié au moment de la création de l'État d'Israël. Il tient à faire orner son épée d'académicien d'une étoile de David.

« Pour remplacer le compagnon dont le nom magnifique a résonné glorieusement pendant un millénaire dans les annales de la France, dont les ancêtres grands soldats, grands seigneurs, grands dignitaires, amis des princes et des rois, ont fait partie de son histoire d’une manière éclatante, pour le remplacer, qui avez-vous désigné ? Un Russe de naissance, et juif de surcroît. Un juif d’Europe orientale… vous avez marqué, par le contraste singulier de cette succession, que les origines d’un être humain n’ont rien à faire avec le jugement que l’on doit porter sur lui. De la sorte, messieurs, vous avez donné un nouvel et puissant appui à la foi obstinée et si belle de tous ceux qui, partout, tiennent leurs regards fixés sur les lumières de la France. »

 En juin 2020, il entre dans la prestigieuse Bibliothèque de la Pléiade. La même année sort l'Album Pléiade Joseph Kessel, no 59 de la collection.

### Mort

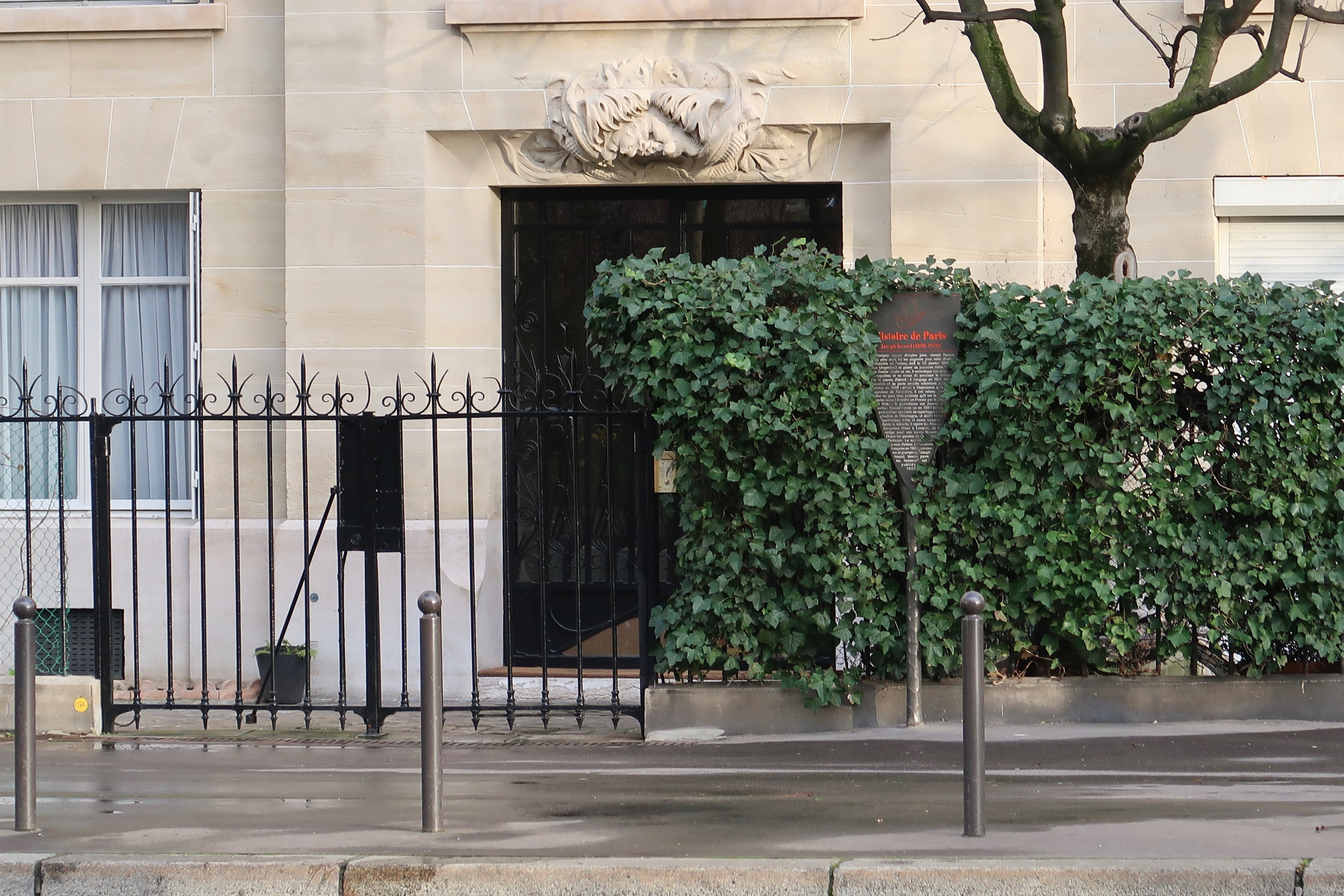
Le 15, boulevard Lannes à Paris.

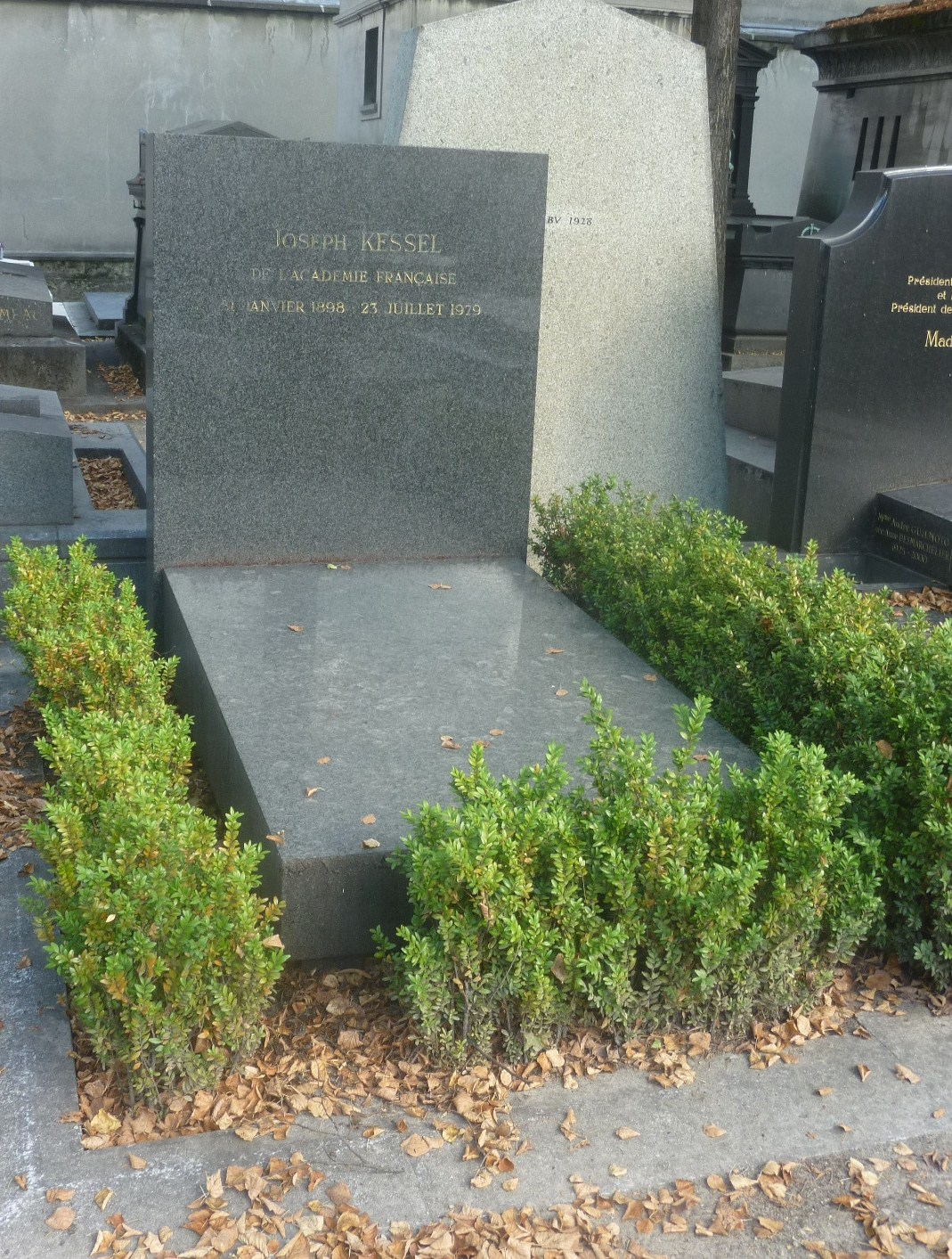
Tombe de Joseph Kessel, Paris, cimetière du Montparnasse.

Joseph Kessel meurt d'une rupture d'anévrisme le 23 juillet 1979, à Avernes, quelques mois avant son épouse Michèle (sa troisième épouse, née O'Brien, irlandaise), morte à Collioure en décembre 1980.
Il a vécu au 15, boulevard Lannes dans le 16e arrondissement de Paris, où un panneau Histoire de Paris lui rend hommage.
François Mauriac lui rend hommage dans son Bloc-notes : « Il est de ces êtres à qui tout excès aura été permis, et d’abord dans la témérité du soldat et du résistant, et qui aura gagné l’univers sans avoir perdu son âme. »

## Distinctions et hommages

### Décorations[35]
- Grand officier de la Légion d'honneur
- Médaille militaire
- Croix de guerre 1914–1918
- Croix de guerre 1939–1945
- Commandeur de l'ordre des Arts et des Lettres

### Prix littéraires
- Prix Paul-Flat (1924) de l'Académie française pour L’Équipage.
- Grand prix du roman de l'Académie française (1927) pour Les Captifs.
- Prix Prince-Pierre-de-Monaco (1959)[36].

### Prix Joseph-Kessel
Un prix littéraire qui porte son nom récompense chaque année un écrivain qui s'inscrit dans sa lignée, le prix Joseph-Kessel. Son jury compte ou a compté parmi ses membres Tahar Ben Jelloun, Michèle Kahn, Pierre Haski, Gilles Lapouge, Jean-Marie Drot, Michel Le Bris, Erik Orsenna, Patrick Rambaud, Jean-Christophe Rufin et Olivier Weber.

### Odonymie
Des établissements scolaires portent son nom, ainsi que de nombreuses rues, notamment la rue Joseph-Kessel à Paris dans le 12e arrondissement, d'autres rues à Agen, Dijon, Nîmes, Montpellier, Lens, Illkirch-Graffenstaden, Tarare, Achères, Ozoir-la-Ferrière, Witry-lès-Reims, Lucé ou Blagnac, et une avenue à Voisins-le-Bretonneux.

### Promotion 2024 de l'école de l'air
Le 4 juillet 2025 la promotion 2024 École de l'air et de l'espace reçoit le nom de tradition : "Lieutenant Joseph Kessel".

## Œuvres
Au total, entre 1922 et 1975, il est l'auteur de 80 livres.

### Romans
- La Steppe rouge, Gallimard, 1922.
- L'Équipage, Gallimard, 1923 (nouvelle édition en 1969).
- Au camp des vaincus, ou la Critique du 11 mai, Gallimard, 1924 (avec Georges Suarez).
- Rencontre au restaurant, À l'Enseigne de la Porte Étroite, 1925.
- Les Rois aveugles, Les Éditions de France, 1925.
- Mary de Cork, Gallimard, 1925.
- Mémoires d'un commissaire du peuple, Champion, 1925.
- Le Triplace, Marcelle Lesage, 1926.
- Makhno et sa Juive, EOS, 1926.
- Moisson d'octobre, La Cité des livres, 1926.
- Les Captifs, Gallimard (Grand prix du roman de l'Académie française), 1926.
- Le Thé du capitaine Sogoub, Au Sans Pareil, 1926.
- Naki le kourouma, 1926.
- Terre d'amour, Les Éditions de France, 1927.
- Nuits de princes, Les Éditions de France, 1927.
- La Rage au ventre, EOS, 1927.
- La Coupe fêlée. Un drôle de Noël, éditions Lemarget, 1929.
- De la rue de Rome au chemin de Paradis, Les Editions du Cadran, 1927.
- La Femme de maison ou Mariette au désert, Simon Kra, 1928.
- Littérature rouge, Société de conférences de la Principauté de Monaco, 1927.
- Dames de Californie, Émile Hazan, 1928.
- Belle de jour, Gallimard, 1928.
- Les Nuits de Sibérie, Flammarion, 1928.
- La Règle de l'homme, Gallimard, 1928.
- Secrets parisiens, Éditions des Cahiers Libres, 1928.
- Le Coup de grâce, Les Éditions de France, 1931.
- De la rue de Rome au chemin de Paradis, Éditions du Cadran, 1931.
- Fortune carrée, Les Éditions de France, 1932.
- Bas-fonds, Éditions des Portiques, 1932.
- Wagon-lit, Gallimard, 1932.
- Nuits de Montmartre, Les Éditions de France, 1932.
- Les Nuits cruelles, Les Éditions de France, 1932.
- Marchés d'esclaves, Les Éditions de France, 1933.
- Les Cœurs purs, Gallimard, 1927.
- Les Enfants de la chance, Gallimard, 1934.
- Stavisky, l'homme que j'ai connu, Gallimard, 1934.
- Le Repos de l'équipage, Gallimard, 1935.
- Une balle perdue, Les Éditions de France, 1935.
- Hollywood, ville mirage, Gallimard, 1936.
- La Passante du Sans-Souci, Gallimard, 1936.
- La Rose de Java, Gallimard, 1937.
- Comment est mort le maréchal Pétain, France Forever, Executive office, 1942.
- L'Armée des ombres, Charlot, 1943.
- Les Maudru, Julliard-Séquana, 1945.
- Le Bataillon du ciel, Julliard, 1947.
- Le Tour du malheur, Gallimard, 1950.
  - La Fontaine Médicis,
  - L'Affaire Bernan,
  - Les Lauriers roses,
  - L'Homme de plâtre.
- La Rage au ventre, La nouvelle société d'édition, 1950.
- La Nagaïka. Trois récits, Julliard, 1951.
- Le Procès des enfants perdus, Julliard, 1951.
- Au Grand Socco, Gallimard, 1952.
- Les Amants du Tage, Éditions du Milieu du monde, 1954.
- La Piste fauve, Gallimard, 1954.
- La Vallée des rubis, Gallimard, 1955.
- Témoin parmi les hommes, Del Duca, 1956 et Presses d'aujourd'hui, 1974 (illustrations de Richard de Prémare).
  - Le Temps de l'espérance,
  - Les Jours de l'aventure,
  - L'Heure des châtiments,
  - La Nouvelle Saison,
  - Le Jeu du Roi,
  - Les Instants de vérité.
- La Petite Démente, Gallimard, 1958.
- Le Lion, Gallimard, 1958.
- Avec les Alcooliques Anonymes, Gallimard, 1960.
- Les Mains du miracle, Gallimard, 1960.
- Inde, péninsule des dieux, Hachette, 1960.
- Tous n'étaient pas des anges, Plon, 1963.
- Pour l'honneur, Plon, 1964.
- Nuits de princes, Éditions Lidis, 1965 (illustrations de Gabriel Zendel).
- Les Cavaliers, Gallimard, 1967.
- Un mur à Jérusalem, Éditions Premières, 1968.
- Les Fils de l'impossible, Plon, 1970.
- Des hommes, Gallimard, 1972.
- Le Petit Âne blanc, Gallimard, 1975.
- Les Temps sauvages, Gallimard, 1975.
- Jugements derniers : Les procès Pétain, Nuremberg et Eichman, Éditions Christian de Bartillat, 1995.

### Autres publications
- En Syrie, 1927.
- Nouveaux contes. Le tocsin de pâques - Le typhique - Un tour du diable - Le commissaire de la mort - La loi des montagnes, Éditions des Cahiers.
- Vent de sable, Gallimard, 1929.
- Mermoz, Gallimard, 1938, biographie du pilote d'avion Jean Mermoz.
- Paroles du Chant des partisans, avec son neveu Maurice Druon en 1943.
- Hong-Kong et Macao, Gallimard, 1957.
- Israël que j'aime, Sun, 1967.
- Terre d'amour et de feu. Israël 1925-1961, Plon, 1965.
- Il pleut des étoiles… Portraits de Stars de cinéma, Gallimard, 2003.
- Ami entends-tu… (propos recueillis par Jean-Marie Baron), La Table ronde, 2006.
- Première Guerre mondiale, recueil de textes inédits annotés par Pascal Génot, préface Olivier Weber, Éditions Amok, 2017.
- Reportages dans "Détective", Arthaud, 2022.

## Cinéma et télévision

### Adaptation et scénario
- 1935 : L'Équipage d'Anatole Litvak ;
- 1937 : Nuits de princes de Wladimir Strijewsky ;
- 1947 : Le Bataillon du ciel d'Alexandre Esway ;
- 1955 : Fortune carrée de Bernard Borderie.

### Adaptation
- 1928 : L'Équipage de Maurice Tourneur (film muet français) ;
- 1937 : The Woman I Love d'Anatole Litvak, film américain, réadaptation de son film L'Équipage de 1935 ;
- 1937 : Les Secrets de la mer Rouge de Richard Pottier ;
- 1951 : Sirocco, film américain de Curtis Bernhardt avec Humphrey Bogart d'après Le Coup de grâce ;
- 1955 : Les Amants du Tage d'Henri Verneuil ;
- 1962 : Le Lion (The Lion) de Jack Cardiff, film américain avec William Holden et Trevor Howard ;
- 1967 : Belle de jour de Luis Buñuel ;
- 1969 : L'Armée des ombres de Jean-Pierre Melville ;
- 1971 : Les Cavaliers (The Horsemen), film américain de John Frankenheimer avec Omar Sharif et Jack Palance d'après Les Cavaliers ;
- 1978 : L'Équipage d'André Michel (téléfilm) avec Bernard Giraudeau ;
- 1982 : La Passante du Sans-Souci de Jacques Rouffio ;
- 1989 : Mary de Cork de Robin Davis (téléfilm) avec Bernard-Pierre Donnadieu ;
- 1994 : La Règle de l'homme de Jean-Daniel Verhaeghe avec Virginie Ledoyen et Bernard Fresson ;
- 2003 : Le Lion de José Pinheiro (téléfilm) avec Alain Delon ;

### Scénario ou dialogues
- 1934 : Cessez le feu de Jacques de Baroncelli ;
- 1936 : La Peur de Viktor Tourjansky ;
- 1936 : Les Bateliers de la Volga de Wladimir Strijewsky ;
- 1936 : Mayerling d'Anatole Litvak ;
- 1940 : L'Homme du Niger de Jacques de Baroncelli ;
- 1949 : Au grand balcon d'Henri Decoin ;
- 1950 : Le Grand Cirque de Georges Péclet ;
- 1953 : Un acte d'amour d'Anatole Litvak avec Kirk Douglas ;
- 1955 : L'Amant de lady Chatterley de Marc Allégret ;
- 1958 : La Passe du diable de Jacques Dupont et Pierre Schoendoerffer ;
- 1955 : Oasis d'Yves Allégret d'après le roman Le Commandant de John Knittel ;
- 1966 : La Nuit des généraux d'Anatole Litvak ;
- 1968 : Mayerling de Terence Young.

### Texte
- 1968 : Un mur à Jérusalem de Frédéric Rossif et Albert Knobler, documentaire avec Richard Burton.

Le rôle de Joseph Kessel est interprété :
- en 1994, dans Saint-Exupéry : La Dernière Mission, par Jean-François Poron.